# Spad (wodospad)
Spad – wodospad na rzece Kamienica Gorczańska w miejscowości Szczawa. Znajduje się na wysokości około 590 m, na osiedlu Koszarki, w miejscu, gdzie rzeka dochodzi bezpośrednio do drogi wojewódzkiej nr 968.
Wysokość wodospadu nie przekracza 2,2 m, jednak spada nim duża masa wód, gdyż Kamienica Gorczańska jest w tym miejscu już dość sporą rzeką. Jest jednym z największych (jeśli chodzi o ilość spadającej wody) wodospadem w całych Beskidach. Woda spada z kamiennego progu dwiema strugami, większa jest prawa struga. Jest to naturalny wodospad, powstał w miejscu, gdzie znajdują się postawione na sztorc ławice twardego i odpornego na erozję piaskowca.
Według najnowszego opracowania fizycznogeograficznego rzeka Kamienica oddziela Gorce od Beskidu Wyspowego.